# Cristillan
Der Cristillan ist ein Gebirgsfluss in Frankreich, der im Département Hautes-Alpes in der Region Provence-Alpes-Côte d’Azur verläuft. Er entspringt im Gemeindegebiet von Ceillac, im Regionalen Naturpark Queyras, unterhalb des Tête de la Cula, in einer Höhe von etwa 2868 Metern. Er entwässert in generell westlicher Richtung durch die Berglandschaft Queyras und mündet nach rund 20 Kilometern im Gemeindegebiet von Guillestre im Rückstau eines kleinen Wehres beim Ort Maison du Roy als linker Nebenfluss in den Guil. Im Unterlauf wird das Wasser des Flusses für den Betrieb von Wasserkraftwerken verwendet und zum gleichen Zweck über den Canal Salva auch ins südliche Nachbartal abgezweigt.

## Orte am Fluss
- Ceillac